# Carcinogen Crush
«Carcinogen Crush» — песня калифорнийской альтернативной рок-группы AFI. Первоначально написана для шестого студийного альбома Sing the Sorrow, однако группа почувствовала, что песня не подходит альбому. Она была перезаписана в ходе сессий седьмого студийного альбома Decemberunderground, но снова не была в него включена. В конце концов она была выпущена для цифровой загрузки в iTunes 4 декабря 2007 года, а также как саундтрек к игре Guitar Hero III: Legends of Rock.
Песня полностью написана басистом Хантером Бёрганом.

## Релиз
После того, как трек стал доступным для загрузки в качестве саундтрека к игре Guitar Hero III: Legends of Rock, в интернете появилась версия песни с плохим качеством. AFI выпустили превью длиной в полторы минуты для своего фан-клуба The Despair Faction, а через некоторое время поместили его на свою страницу на MySpace.
30 ноября 2007 года на официальном сайте группы было объявлено, что целая песня будет доступна для загрузки 4 декабря.
Песня также находится на японском издании восьмого студийного альбома Crash Love и на первой пластинке британского сингла Medicate.

## Бонус к игреGuitar Hero III: Legends of Rock
Interscope объявили выпуск эксклюзивного для Xbox 360 пакета из трёх песен, включающего Carcingon Crush, доступного для загрузки в Xbox Live вместе с приобретением саундтрека Guitar Hero III: Legends of Rock. Код, который может быть активирован только один раз, способствовал загрузке покупателями данного контента.
Пакет песен был переиздан в августе как «Companion Track Pack» в Xbox Live и как «Eyeliner Pack» в магазине Playstation 3.

## Отменённыймини-альбом
Группой было подтверждено, что в декабре 2007 года выйдет мини-альбом, в который войдёт Carcinogen Crush. Тем не менее премьера была перенесена на весну 2008 года, а позже на 24 июня. На неофициальном сайте был опубликован трек-лист, что заставило группу переименовать треки и поменять их местами. Вскоре по собственным причинам она оставила дату выпуска неопределённой.
В 2009 году AFI объявили, что новый мини-альбом будет выпущен после восьмого студийного альбома Crash Love, а в конце концов полностью его отменили. Вот некоторые песни, которые должны были находиться на мини-альбоме: «Carcinogen Crush», «Ether», «Fainting Spells» и «100 Words», которые на данный момент уже выпущены, а также «The View From Here», которая остаётся неизданной.

## Позиции в чартах
| Чарт                         | Позиция |
| ---------------------------- | ------- |
| Hot Canadian Digital Singles | 61      |
| Canadian Hot 100             | 81      |